# Andreas Albers
Pour les articles homonymes, voir Albers.
Andreas Albers, né le 23 mars 1990 à Skive au Danemark, est un footballeur danois qui évolue actuellement au poste d'avant-centre au FC St. Pauli.

## Biographie

### Débuts professionnels
Né à Skive au Danemark, Andreas Albers est formé par le club de sa ville natale, le Skive IK. Il fait sa première apparition en professionnel lors d'un match de deuxième division danoise le 21 septembre 2008 contre le Kolding FC. Il entre en jeu et les deux équipes se neutralisent ce jour-là (2-2).

### Silkeborg IF
Le 22 mai 2015 est annoncé le transfert d'Andreas Albers au Silkeborg IF. Il était en fin de contrat au Vejle BK qui souhaitait le prolonger mais il décide d'accepter l'offre de Silkeborg et rejoint le club librement. Le club évolue alors en deuxième division danoise puisqu'il vient d'être relégué. Le Silkeborg obtient une promotion dès cette saison 2015-2016.
Albers découvre alors la Superliga, l'élite du football danois, le 15 juillet 2016, lors de la première journée de la saison 2016-2017 contre l'Odense BK. Il est titulaire et les deux équipes se neutralisent (0-0 score final). Il inscrit son premier but en première division le 21 août 2016 face au Viborg FF. Il entre en jeu à la place de Nicolaj Agger (en) ce jour-là mais son but ne permet pas à son équipe d'obtenir un résultat (défaite 1-5). Au total, il inscrit six buts en première division cette saison là.

### Viborg FF
Le 21 juin 2017, Andreas Albers signe en faveur du Viborg FF pour un contrat de deux ans, soit jusqu'en juin 2019. Il était en fin de contrat à Silkeborg et rejoint donc Viborg librement,.
Albers marque son premier but pour Viborg le 20 août 2017, lors d'une rencontre de championnat face au Fremad Amager. Titulaire, il participe à la victoire de son équipe par six buts à zéro.
Avec Viborg, il marque 17 buts en deuxième division lors de la saison 2017-2018, avec notamment quatre doublés.

### SSV Jahn Ratisbonne
Le 3 juillet 2019, Andreas Albers rejoint l'Allemagne et le Jahn Ratisbonne, où il signe un contrat de deux ans.
Il inscrit son premier but pour le club le 3 août 2019, lors d'une rencontre de championnat contre le Hanovre 96. Entré en jeu, il marque le but égalisateur qui permet à son équipe de prendre un point à l'extérieur (1-1 score final).
Lors de la saison 2020-2021, il se met en évidence en inscrivant 13 buts en deuxième division allemande.

### FC St. Pauli
Après quatre ans au SSV Jahn Ratisbonne, Andreas Albers quitte le club pour s'engager en faveur du FC St. Pauli. Il signe le 23 juin 2023 et librement puisqu'il était en fin de contrat,.
Albers marque son premier but en Bundesliga le 2 novembre 2024, contre le TSG Hoffenheim. Entré en jeu à la place de Johannes Eggestein, il participe à la victoire de son équipe en marquant dans le temps additionnel (0-2 score final),.

### Palmarès
FC St. Pauli
- 2. Bundesliga
  - Champion : 2024